# Cernecea Sloboda, Burîn
Cernecea Sloboda (în ucraineană Чернеча Слобода) este o comună în raionul Burîn, regiunea Sumî, Ucraina, formată numai din satul de reședință.

## Demografie
Componența lingvistică a comunei Cernecea Sloboda
     Ucraineană (98,53%)
     Rusă (1,41%)
Conform recensământului din 2001, majoritatea populației comunei Cernecea Sloboda era vorbitoare de ucraineană (98,53%), existând în minoritate și vorbitori de rusă (1,41%).